# 平間凜太郎
平間 凜太郎（ひらま りんたろう、1994年5月31日 - ）は、東京都大田区出身の日本のプロ野球選手（投手）。

## 経歴

### アマチュア時代まで
代々開業医という家庭に生まれる。5歳の時に両親の影響で野球を始める。「世田谷リトルシニア」ではシニアリーグの日本代表メンバーとなり、代表チームでは柳裕也がチームメイトにいた。勧誘される形で山梨学院大学附属高等学校に進学し、2年生の第93回全国高等学校野球選手権大会ではベンチ要員だった。この大会の開会式で横浜高等学校に進んだ柳裕也と再会し、のちに「ナイアガラカーブ」と呼ばれる独特のカーブの元になる握り方を教わったという。
大学は専修大学に進み、卒業後は日本製鉄の関連会社に就職して新日鐵住金東海REXに入団した（2019年より「日本製鉄東海REX」に改称）。入団初年度より主戦投手となり、同年の第88回都市対抗野球大会にも出場した（ただし、本戦では登板機会なし）。しかし2019年には新入団選手に押し出される形で敗戦処理などに回され、プロ野球選手への道を目指して四国アイランドリーグplusのトライアウトを経て、2019年11月18日に高知ファイティングドッグスより指名を受け、入団した。

### 四国・高知時代
2020年は、新型コロナウイルス感染症の流行でリーグの開幕が6月にずれ込んだが、開幕後は抑え投手として起用される。このシーズンは45試合の登板で3勝1敗18セーブ、防御率0.79の成績で、初年度からリーグの最多セーブのタイトルを獲得した。NPB球団からの調査書も届いたが同年のドラフト会議では指名がなかった。
2021年は、2勝1敗14セーブ、防御率0.43の成績でチーム12年ぶりの後期優勝に貢献し、2年連続となる最多セーブのタイトルも獲得した。しかし、この年もNPBドラフト会議での指名はなかった。
2022年は先発投手に転向。これは、NPBスカウトから「1イニングしか投げられないのか」という指摘を受けたことで決意したという。前期はリーグトップの6勝、防御率1.60を挙げ、チームの前期優勝に貢献した。

### メキシカンリーグ移籍と高知復帰
前期終了前後の6月上旬にリーガ・メヒカーナ・デ・ベイスボル（メキシカンリーグ）のメキシコシティ・レッドデビルズよりオファーを受けて入団を決め、6月12日付で高知を退団した。
6月10日（日本時間11日）にメキシコに到着して12日の試合に先発し、移籍後初勝利を挙げた。
6月16日におこなわれたウィンターリーグのリーガ・メヒカーナ・デル・パシフィコ（2022年は10月12日開幕予定）の外国人ドラフトで、チャロス・デ・ハリスコに指名を受けた。
レッドデビルズでは4試合に登板して1勝3敗の成績だった。7月3日、同じリーグのオアハカ・ウォーリアーズに入団したと同球団より発表された。しかし、ウォーリアーズでは1試合の登板にとどまり、8月8日に高知への復帰が発表された。最終的に、リーガ・メヒカーナ・デ・ベイスボル移籍での離脱があったにもかかわらず、この年アイランドリーグで最多勝利と最優秀防御率の2冠を手にした。グランドチャンピオンシップでは信濃グランセローズとの準決勝に先発登板したが、敗戦投手となった。11月2日にはリーグのベストナインと年間MVPに選出された。
2023年シーズンは故障の影響もあり、0勝3敗2セーブで防御率4.80の結果だった。シーズン終了後に、海外への挑戦を視野に任意引退による退団が発表された（ただし四国アイランドリーグplus以外の独立リーグとは契約可能な状態）。
高知退団後の10月23日に、メキシコの冬の教育リーグ参加のため、前年所属したメキシコシティ・レッドデビルズと再契約したことが高知球団から発表された（チームには20日の時点で合流）。教育リーグ6試合に登板し、2勝1敗、防御率1.69、36奪三振という数字を残した。ウィンターリーグのリーガ・メヒカーナ・デル・パシフィコのオファーもあったが、オファー時点で平間は既に帰国してしまっていた。帰国後はかつて所属した「世田谷リトルシニア」でコーチを務めながらトレーニングをおこない、時にチームの中学生を相手に球種予告も交えて登板していた。

### くふうハヤテ時代
2024年2月24日、ウエスタン・リーグ新規参加球団であるくふうハヤテベンチャーズ静岡が実施する投手トライアウトを受験。3月1日にくふうハヤテへの入団が発表され、同年はメキシコではなく日本国内でプレーすることとなった。春季教育リーグでの登板を経て、16日のウエスタン・リーグ開幕2戦目の対オリックス戦でNPBファーム公式戦初登板を果たした。回またぎもある中継ぎ投手として起用されており、4月15日時点で、チーム全体の防御率が5.50の中、9試合に登板して防御率0.00という成績を出している。なお、18日の中日戦で初めて自責点がついている。5月19日の対オリックス戦でNPBファーム公式戦初セーブを記録。20試合に登板した時点で防御率は0.71を記録し、フレッシュオールスターのリーグ推薦選手に選ばれていたが、6・7月は調子を落としており、最終的な出場選手には漏れた。8月1日の対楽天のファーム交流戦では入団後初めて先発投手として起用され、6回1失点と役割を果たし、先発勝利を挙げた。先発への転向は、NPBドラフト会議を見据えての志願だったと報じられている。最終的にウエスタン・リーグでの初年度成績は登板34試合で2勝7敗2セーブ、防御率3.82だった。10月31日、契約満了による退団が発表された。

### くふうハヤテ退団後
くふうハヤテ退団後は、アレックス・ラミレスが結成した特別編成チーム "ジャパンブリーズ" に加わり、2024年12月のベネズエラ遠征に参加した。同国冬季リーグ "リーガ・ベネソラーナ・デ・ベイスボル・プロフェシオナル"（LVBP）選抜とのオールスターゲームに先発登板し、3イニングを無失点とした。この試合のあと、LVBPのティグレス・デ・アラグアと契約し、2024-25シーズンは7試合に登板した。LVBPのシーズン終了後はジャパンブリーズに戻ってメキシコ遠征に参加し、2025年1 - 2月、カリブ海沿岸諸国のウィンターリーグ王者が集う国際大会・第67回カリビアンシリーズに出場した。チームの3戦目、開催国メキシコ代表チャロス・デ・ハリスコとの試合に先発登板し、初回表と4回表に1点ずつを失って4回2失点で敗戦投手となった。大会中、自身の今後について「日本でプロとしてやることはないと思う」と国外に新天地を求める意向を明かした。
大会終了後はいったん日本に帰国し、JABA東京都野球連盟加盟のクラブチーム・CLUB REBASEの練習に参加、西武三軍との交流戦にも登板している。また、大橋武尊が代表を務める野球教室のピッチングコーチも務める。

### 2度目の高知復帰
2025年6月27日、以前所属していた高知ファイティングドッグスへの入団が発表された。同日時点では練習生だったが、7月4日に契約選手登録され、同日の対徳島戦に2番手投手として登板し、勝利投手となった。

## 選手としての特徴
決め球である「ナイアガラカーブ」は、ラプソード（計測機器）によるボールの回転数が、NPB投手の投げるカーブの平均値（2500）を大きく上回る3400である。高知時代はこれに最速154km/hの直球とフォークボールを加えた球種を投げ分けて三振を奪う投球スタイルだった。
2023年冬にメキシコの教育リーグ参加の契約を結べたのは、高知退団後にアピールのため、Instagramのリール動画に「ナイアガラカーブ」の動画を投稿したのをレッドデビルズ球団顧問のイヴァン・テラサスがチェックしてくれたのがきっかけである。メキシコでは標高の高さから空気抵抗が少なく変化球が思うように曲がらなかったため、同じ球種でも球速帯を工夫することで活路を見いだし、スローカーブ、パワーカーブ、その中間を投げ分ける投球術を身に着けている。
くふうハヤテに移った2024年時点では最速が149km/hに落ち、平均は「140キロ台半ば」だが、球速差のあるカーブやスライダー、ツーシームを駆使し、ストライクゾーンで勝負してゴロを打たせてアウトを奪う投球スタイルとなっている。投球スタイルを変えた背景には、日本の（NPBの）打者はバットに当てる技術が高く、三振を奪う投法では簡単にアウトを取れないと気づいた点があったという。実際、従来の所属リーグでは9イニング平均10を超えていた奪三振数は、くふうハヤテでは4.24個だった。また「球速が落ちても、数値化されない『球威』があれば速球派投手だと思う」という持論も述べている。
スポーツ眼鏡をかけて登板しており、裸眼視力は0.2-0.3程度である。小学生時代から眼鏡着用でプレーし、高校時代にコンタクトレンズにしたこともあったが合わなかったと話している。

## 人物
高知在籍当時の監督だった吉田豊彦は、「普段はとても礼儀正しく真面目で素直な良い子ですが、野球に関する話題になると我が強すぎて、指導者の意見を受け入れられないこともある」と評している。東海REXを退団した一因が起用法について監督と衝突したことだと吉田は当人から聞き、「使ってもらえない理由を考えたことはあるのか。まずは自分自身を冷静に分析しなさい。それができない限り成長しない。」と諭したという。またNPBドラフトで指名を受けられていない理由として年齢面のほかに「落ち着きというか、どっしりした佇まい」が不足しているという点を挙げている。ただし、吉田は平間の野球に取り組む姿勢自体は高く評価しており、独立リーグの選手として年齢的に厳しくても2023年に残留させたのは「不器用でも本気で野球に取り組む姿勢や情熱を、若い選手に学んでほしい」という考えからだと述べている。
くふうハヤテでフレッシュオールスターの選に漏れたときには落胆し、監督の赤堀元之に「なぜ自分は選ばれなかったのか」と尋ねたという。30歳という年齢がNPBドラフトには厳しいことは自覚しており、くふうハヤテアドバイザリーの内田順三からは冗談で「（NPBスカウトに対して）年齢詐称しろ」と言われた。内田も吉田豊彦と同様、平間の野球に取り組む姿勢を評価している。

## 詳細情報

### 独立リーグでの投手成績
出典は2022年までは「一球速報.com」、2023年度はリーグのデータサイト。
| 年 度   | 球 団   | 登 板 | 先 発 | 完 投 | 完 封 | 無 四 球 | 勝 利 | 敗 戦 | セ 丨 ブ | ホ 丨 ル ド | 勝 率 | 打 者 | 投 球 回 | 被 安 打 | 被 本 塁 打 | 与 四 球 | 敬 遠 | 与 死 球 | 奪 三 振 | 暴 投 | ボ 丨 ク | 失 点 | 自 責 点 | 防 御 率 | W H I P |
| ------- | ------- | ----- | ----- | ----- | ----- | -------- | ----- | ----- | -------- | ----------- | ----- | ----- | -------- | -------- | ----------- | -------- | ----- | -------- | -------- | ----- | -------- | ----- | -------- | -------- | ------- |
| 2020    | 高知    | 45    | 0     | 0     | 0     | 0        | 3     | 1     | 18       | 0           | .750  | 187   | 45.1     | 35       | 0           | 19       | -     | 0        | 57       | 6     | 0        | 8     | 4        | 0.79     | 1.19    |
| 2021    | 高知    | 39    | 0     | 0     | 0     | 0        | 2     | 1     | 14       | 0           | .667  | 167   | 41.2     | 25       | 1           | 11       | -     | 3        | 59       | 4     | 0        | 4     | 2        | 0.43     | 0.86    |
| 2022    | 高知    | 17    | 16    | 4     | 1     | 1        | 9     | 4     | 0        | 0           | .692  | 438   | 107.1    | 88       | 0           | 27       | -     | 6        | 114      | 14    | 1        | 32    | 19       | 1.59     | 1.07    |
| 2023    | 高知    | 38    | 4     | 0     | 0     | 0        | 0     | 3     | 2        | 9           | .000  | 218   | 50.2     | 56       | 1           | 12       | -     | 2        | 53       | 1     | 0        | 31    | 27       | 4.80     | 1.34    |
| 通算4年 | 通算4年 | 139   | 20    | 4     | 1     | 1        | 14    | 9     | 34       | 1           | .609  | 1010  | 245.0    | 204      | 2           | 69       | -     | 11       | 283      | 25    | 1        | 56    | 52       | 1.91     | 1.11    |

- 各年度の太字はリーグ最高
- 2023年シーズン終了時点

### 背番号
- 14 （2020年 - 2022年6月12日、8月8日 - 2023年、2025年 - ）
- 41 （2022年6月12日 - 7月2日）
- 50 （2022年7月3日 - 7月10日）
- 89 （2024年）
- 80 （2024年 - 2025年）※ティグレス・デ・アラグアでの背番号

### 登録名
- 平間 凜太郎（2020年[56] - 2023年[57]、2025年[46] - ）[注 3]
- 平間 凛太郎（2024年[61]）